# Copa Europea de la FIBA
La Copa Europea de la FIBA (oficialmente FIBA Europe Cup) es un torneo creado y gestionado por FIBA para el continente europeo. El torneo fue creado en 2015 como reemplazo del FIBA EuroChallenge.
FIBA pretende que esta competición pase a ser la segunda en Europa mientras que la Liga de Campeones de Baloncesto sería la primera. Por otro lado, existen los torneos llevados a cabo por la Euroleague Basketball, la Euroleague en el primer escalón y la Eurocup debajo.
En su primera edición contó con 56 equipos de 32 países.
En 2016, Tras la nueva ruptura entre la FIBA y la Euroliga de la ULEB, el representante para la Copa Intercontinental FIBA sería el campeón de esta competición gestionada por la FIBA (nacida en 2015), en lugar del representante de la Euroliga, algo que supuso todo un desafío ya que la Euroliga seguía siendo la máxima competición europea de clubes, y la Eurocup o Copa ULEB la teórica segunda competición en importancia. En 2017 el representante sería el de la recién creada Liga de Campeones de Baloncesto FIBA, que pretendería disputar a la Euroliga como máxima competición continental, a pesar de ser la tercera en importancia.

## Formato
El torneo esta fragmentado en varias fases. En un principio, los 56 equipos se dividen en dos conferencias de 28 equipos según sean del este o del oeste de Europa, y a su vez en siete grupos de cuatro equipos. Dentro de los catorce grupos, los equipos se enfrentan todos contra todos dos veces, una como local y otra como visitante. Los dos mejores de cada grupo más los dos mejores terceros de cada conferencia avanzan de fase. El resto de los equipos quedan eliminado.
Los 32 clasificados se dividen nuevamente en grupos de cuatro equipos cada uno, salvo que en esta etapa no hay subdivisión este-oeste. Nuevamente se enfrentan todos contra todos dentro del grupo avanzando los dos mejores de cada uno. El resto de los equipos queda eliminado.
Los 16 clasificados se emparejan, un primero de grupo con un segundo de grupo, en series al mejor de tres donde el mejor ubicado disputa dos partidos como local. Los ganadores avanzan a cuartos de final donde se utiliza nuevamente el mismo formato,  el resto de los equipos queda eliminado. Los ganadores de cuartos de final avanzan a la "Final Four".
La "Final Four" se disputa en una misma sede durante un fin de semana, primero disputándose las semifinales y al día siguiente, el tercer puesto y la final. El ganador de la final se proclama campeón.

## Historial
| Ed.  | Temporada | Campeón                                         | Res.                                            | Subcampeón                                      | Resultados (ida/vuelta) / Sede final            |
| ---- | --------- | ----------------------------------------------- | ----------------------------------------------- | ----------------------------------------------- | ----------------------------------------------- |
| I    | 2015–16   | Fraport Skyliners                               | 66 – 62                                         | Openjobmetis Varese                             | Chalon-sur-Saône                                |
| II   | 2016–17   | Nanterre 92                                     | 140 – 137                                       | Élan Sportif Chalonnais                         | 58–58 / 82–79                                   |
| III  | 2017–18   | Umana Reyer Venezia                             | 158 – 148                                       | Sidigas Avellino                                | 77–69 / 81–79                                   |
| IV   | 2018–19   | Dinamo Basket Sassari                           | 170 – 163                                       | s.Oliver Würzburg                               | 89–84 / 81–79                                   |
| V    | 2019–20   | Edición suspendida por la pandemia de COVID-19. | Edición suspendida por la pandemia de COVID-19. | Edición suspendida por la pandemia de COVID-19. | Edición suspendida por la pandemia de COVID-19. |
| VI   | 2020–21   | Ironi Ness Ziona                                | 82 – 74                                         | Arged BMSLAM Stal                               | Tel Aviv                                        |
| VII  | 2021–22   | Bahçeşehir Koleji S.K.                          | 162 – 143                                       | Pallacanestro Reggiana                          | 72–69 / 90–74                                   |
| VIII | 2022–23   | Anwil Włocławek                                 | 161 – 155                                       | Cholet Basket                                   | 81–77 / 80–78                                   |
| IX   | 2023–24   | Niners Chemnitz                                 | 180 – 179                                       | Bahçeşehir Koleji S.K.                          | 85–74 / 95–105                                  |
| X    | 2024–25   | Bilbao Basket                                   | 154 – 149                                       | PAOK Salónica BC                                | 72–65 / 84–82                                   |

Datos actualizados: Final Temporada 2024-25

### Palmarés
| Equipo                        | Títulos | Subcampeonatos | Años campeonatos | Años subcampeonatos |  |
| ----------------------------- | ------- | -------------- | ---------------- | ------------------- |  |
| Bahçeşehir Koleji S.K.        | 1       | 1              | 2022             | 2024                |  |
| Skyliners Frankfurt           | 1       | -              | 2016             |                     |  |
| Nanterre 92                   | 1       | -              | 2017             |                     |  |
| S. S. D. Reyer Venezia Mestre | 1       | -              | 2018             |                     |  |
| Polisportiva Dinamo           | 1       | -              | 2019             |                     |  |
| Ironi Ness Ziona              | 1       | -              | 2021             |                     |  |
| Anwil Włocławek               | 1       | -              | 2023             |                     |  |
| Niners Chemnitz               | 1       | -              | 2024             |                     |  |
| Bilbao Basket                 | 1       | -              | 2025             |                     |  |
| Pallacanestro Varese          | -       | 1              |                  | 2016                |  |
| Élan Sportif Chalonnais       | -       | 1              |                  | 2017                |  |
| S. S. Felice Scandone         | -       | 1              |                  | 2018                |  |
| s.Oliver Würzburg             | -       | 1              |                  | 2019                |  |
| Arged BMSLAM Stal             | -       | 1              |                  | 2021                |  |
| Pallacanestro Reggiana        | -       | 1              |                  | 2022                |  |
| Cholet Basket                 | -       | 1              |                  | 2023                |  |
| PAOK Salónica BC              | -       | 1              |                  | 2025                |  |

Datos actualizados: Final Temporada 2024-25

### Títulos por país
| País     | Títulos | Subcamp. | Clubes campeones                                           |
| -------- | ------- | -------- | ---------------------------------------------------------- |
| Italia   | 2       | 3        | S. S. D. Reyer Venezia Mestre (1), Polisportiva Dinamo (1) |
| Alemania | 2       | 1        | Skyliners Frankfurt (1), Niners Chemnitz (1)               |
| Francia  | 1       | 2        | Nanterre 92                                                |
| Polonia  | 1       | 1        | Anwil Włocławek                                            |
| Turquía  | 1       | 1        | Bahçeşehir Koleji S.K.                                     |
| Israel   | 1       | -        | Ironi Ness Ziona                                           |
| España   | 1       | -        | Bilbao Basket                                              |

Datos actualizados: Final Temporada 2024-25